# Identidad 2.0
Identidad 2.0, también llamada identidad digital, es la revolución anticipada de la verificación de la Identificación en línea utilizando tecnologías emergentes centradas en el usuario tales como el estándar OpenID o Microsoft Windows CardSpace. Se encuentra dentro de la teoría de la Web 2.0, donde enfatiza en un modo simple y abierto método de identificación en transacciones cuyo proceso es similar al mundo real, como por ejemplo una licencia de conducir.
Según Aparici, R. y Osuna Acedo, S. (2013), 'Identidad 2.0' o 'identidad digital' es todo lo que manifestamos en el ciberespacio e incluye tanto nuestras actuaciones como la forma en la que nos perciben los demás en la red”.
Todas nuestras actuaciones dentro del espacio digital (imágenes, comentarios, enlaces visitados, lugares donde publicamos nuestros datos, etc.) conforman nuestra identidad o perfil digital. Por tanto es imprescindible tener en cuenta que a través de esto los demás nos verán de un modo u otro en el ciberespacio. 
Una de las competencias personales necesarias en la sociedad actual para el ciudadano digital es el saber gestionar su propia identidad digital, actuando de una manera ética y legal dentro de una correcta cultura de la participación.
Aparici, R. y Osuna Acedo, S. (2013), argumentan que “para gestionar la identidad digital se hace necesario gestionar los siguientes elementos: visibilidad, posicionamiento web, reputación y privacidad en internet”
Se pueden crear diferentes identidades de un mismo individuo en Internet y además la identidad digital que una persona se crea no tiene porqué coincidir con la identidad analógica de esa persona, con sus características en el espacio físico. 
Pero, hay quien no tiene acceso a participar en la cultura digital y por tanto a la gestión de su identidad en el ciberespacio creándose así una brecha digital y una exclusión social de dichas personas.

## Características
Según el grupo de análisis industrialBurton Group, en Identidad 2.0 el uso de la identidad se parece más a los sistemas de identidad offline actuales, con las ventajas de un medio digital. Como en el mundo real, se le suministra al usuario un documento certificado que contiene afirmaciones. El usuario puede entonces elegir enseñar esta información cuando la situación lo requiera.
El modelo de Internet actual hace que sea difícil transferir la identificación de cada uno de sitio a sitio. Esto fue descrito por Burton Group como "El sistema de identidad actual, el cual presenta una arquitectura "1.0", destaca por dar buen soporte para administrar dominios pero limitaciones de escalabilidad y flexibilidad cuando se trata de requerimientos de identidad de distintos sitios de internet".
Un gran obstáculo para la creación de la identidad 2.0 es la infraestructura existente. Los analistas industriales de Gartner Research reflejan esta perspectiva en su informe de agosto de 2006 diciendo: 

"Identidad 2.0 será relevante para compañías online -- en particular para compañías orientadas al consumidor -- pero no antes de 2008. Existen varias iniciativas incluyendo CardSpace de Microsoft, Sxip y Higgins. Mientras todas las iniciativas se centran en Internet y protocolos web, hay diferentes enfoques para almacenar atributos de identidad y asegurar las interacciones; estos distintos enfoques no son claramente interoperables y carecen de una estructura estándar que los unifique.

El éxito de las propuestas de Identidad 2.0 también requerirá que los proveedores de servicios modifiquen sus sitios web y servicios para solicitar, aceptar y autentificar datos de los clientes y de los proveedores de identidad. Esto representa un posible dilema del "huevo y la gallina" ya que los consumidores no perciben la necesidad de crear personas digitales hasta que los servicios son capaces de usarlos."

Un año más tarde, Gartner publicó una perspectiva actualizada en su "Hype Cycle Report on IAM Technologies" de 2007 que posiciona a tecnologías de Identidad 2.0 centradas en el usuario tales como OpenID, CardSpace y Higgins como "desencadenantes de tecnología" que están en alza, aunque alejados entre dos y cinco años de su uso generalizado. Recomiendan que organizaciones de cara al consumidor monitoricen la evolución de estas "Estructuras de Identidad Personal".
En un sistema de identidad 2.0, permitiría a los usuarios usar una única ID que es transparente y flexible en vez de usar múltiples nombres de usuario y contraseñas para registrarse en sitios web. La identidad 2.0 está centrada en el usuario. Requiere transacciones identificadas entre usuarios y agentes (páginas web) usando datos verificables, proporcionando así transacciones a las que sea más fácil seguir el rastro.
Usar una identidad todo el tiempo puede llevar a la corrosión de la privacidad. Especialmente en los siguientes casos:
1. Cuando los usuarios no escogerían habitualmente una identidad fuertemente autentificada pero son forzados a ello por propiedades del sistema o por presión del mercado
2. Cuando acciones no relacionadas son enlazadas con el propósito de predecir o controlar el comportamiento de un usuario.KLK I&D

## Compañías, protocolos, y tecnologías
- Didit
- LID
- NetMesh Inc.
- OpenID
- SAML
- Self-sovereign identity
- Sxip Identity
- Sxipper
- Trusted Network Technologies
- Whobar
- Windows Live ID
- Windows CardSpace
- XRI XDI
- YADIS